# 1986年の日本
1986年の日本（1986ねんのにほん）では、1986年（昭和61年）の日本の出来事・流行・世相などについてまとめる。

## 他の紀年法
日本では、西暦の他にも以下の紀年法を使用している。なお、以下の紀年法は西暦と月日が一致している。
- 元号
  - 昭和61年
- 神武天皇即位紀元
  - 皇紀2646年
- 干支
  - 丙寅（ひのえ とら）

## カレンダー
| 1月 |    |    |    |    |    |    |
| 日  | 月 | 火 | 水 | 木 | 金 | 土 |
|     |    |    | 1  | 2  | 3  | 4  |
| 5   | 6  | 7  | 8  | 9  | 10 | 11 |
| 12  | 13 | 14 | 15 | 16 | 17 | 18 |
| 19  | 20 | 21 | 22 | 23 | 24 | 25 |
| 26  | 27 | 28 | 29 | 30 | 31 |    |
|     |    |    |    |    |    |    |

| 2月 |    |    |    |    |    |    |
| 日  | 月 | 火 | 水 | 木 | 金 | 土 |
|     |    |    |    |    |    | 1  |
| 2   | 3  | 4  | 5  | 6  | 7  | 8  |
| 9   | 10 | 11 | 12 | 13 | 14 | 15 |
| 16  | 17 | 18 | 19 | 20 | 21 | 22 |
| 23  | 24 | 25 | 26 | 27 | 28 |    |
|     |    |    |    |    |    |    |

| 3月 |    |    |    |    |    |    |
| 日  | 月 | 火 | 水 | 木 | 金 | 土 |
|     |    |    |    |    |    | 1  |
| 2   | 3  | 4  | 5  | 6  | 7  | 8  |
| 9   | 10 | 11 | 12 | 13 | 14 | 15 |
| 16  | 17 | 18 | 19 | 20 | 21 | 22 |
| 23  | 24 | 25 | 26 | 27 | 28 | 29 |
| 30  | 31 |    |    |    |    |    |
|     |    |    |    |    |    |    |

| 4月 |    |    |    |    |    |    |
| 日  | 月 | 火 | 水 | 木 | 金 | 土 |
|     |    | 1  | 2  | 3  | 4  | 5  |
| 6   | 7  | 8  | 9  | 10 | 11 | 12 |
| 13  | 14 | 15 | 16 | 17 | 18 | 19 |
| 20  | 21 | 22 | 23 | 24 | 25 | 26 |
| 27  | 28 | 29 | 30 |    |    |    |
|     |    |    |    |    |    |    |

| 5月 |    |    |    |    |    |    |
| 日  | 月 | 火 | 水 | 木 | 金 | 土 |
|     |    |    |    | 1  | 2  | 3  |
| 4   | 5  | 6  | 7  | 8  | 9  | 10 |
| 11  | 12 | 13 | 14 | 15 | 16 | 17 |
| 18  | 19 | 20 | 21 | 22 | 23 | 24 |
| 25  | 26 | 27 | 28 | 29 | 30 | 31 |
|     |    |    |    |    |    |    |

| 6月 |    |    |    |    |    |    |
| 日  | 月 | 火 | 水 | 木 | 金 | 土 |
| 1   | 2  | 3  | 4  | 5  | 6  | 7  |
| 8   | 9  | 10 | 11 | 12 | 13 | 14 |
| 15  | 16 | 17 | 18 | 19 | 20 | 21 |
| 22  | 23 | 24 | 25 | 26 | 27 | 28 |
| 29  | 30 |    |    |    |    |    |
|     |    |    |    |    |    |    |

| 7月 |    |    |    |    |    |    |
| 日  | 月 | 火 | 水 | 木 | 金 | 土 |
|     |    | 1  | 2  | 3  | 4  | 5  |
| 6   | 7  | 8  | 9  | 10 | 11 | 12 |
| 13  | 14 | 15 | 16 | 17 | 18 | 19 |
| 20  | 21 | 22 | 23 | 24 | 25 | 26 |
| 27  | 28 | 29 | 30 | 31 |    |    |
|     |    |    |    |    |    |    |

| 8月 |    |    |    |    |    |    |
| 日  | 月 | 火 | 水 | 木 | 金 | 土 |
|     |    |    |    |    | 1  | 2  |
| 3   | 4  | 5  | 6  | 7  | 8  | 9  |
| 10  | 11 | 12 | 13 | 14 | 15 | 16 |
| 17  | 18 | 19 | 20 | 21 | 22 | 23 |
| 24  | 25 | 26 | 27 | 28 | 29 | 30 |
| 31  |    |    |    |    |    |    |
|     |    |    |    |    |    |    |

| 9月 |    |    |    |    |    |    |
| 日  | 月 | 火 | 水 | 木 | 金 | 土 |
|     | 1  | 2  | 3  | 4  | 5  | 6  |
| 7   | 8  | 9  | 10 | 11 | 12 | 13 |
| 14  | 15 | 16 | 17 | 18 | 19 | 20 |
| 21  | 22 | 23 | 24 | 25 | 26 | 27 |
| 28  | 29 | 30 |    |    |    |    |
|     |    |    |    |    |    |    |

| 10月 |    |    |    |    |    |    |
| 日   | 月 | 火 | 水 | 木 | 金 | 土 |
|      |    |    | 1  | 2  | 3  | 4  |
| 5    | 6  | 7  | 8  | 9  | 10 | 11 |
| 12   | 13 | 14 | 15 | 16 | 17 | 18 |
| 19   | 20 | 21 | 22 | 23 | 24 | 25 |
| 26   | 27 | 28 | 29 | 30 | 31 |    |
|      |    |    |    |    |    |    |

| 11月 |    |    |    |    |    |    |
| 日   | 月 | 火 | 水 | 木 | 金 | 土 |
|      |    |    |    |    |    | 1  |
| 2    | 3  | 4  | 5  | 6  | 7  | 8  |
| 9    | 10 | 11 | 12 | 13 | 14 | 15 |
| 16   | 17 | 18 | 19 | 20 | 21 | 22 |
| 23   | 24 | 25 | 26 | 27 | 28 | 29 |
| 30   |    |    |    |    |    |    |
|      |    |    |    |    |    |    |

| 12月 |    |    |    |    |    |    |
| 日   | 月 | 火 | 水 | 木 | 金 | 土 |
|      | 1  | 2  | 3  | 4  | 5  | 6  |
| 7    | 8  | 9  | 10 | 11 | 12 | 13 |
| 14   | 15 | 16 | 17 | 18 | 19 | 20 |
| 21   | 22 | 23 | 24 | 25 | 26 | 27 |
| 28   | 29 | 30 | 31 |    |    |    |
|      |    |    |    |    |    |    |

## 在職者
- 天皇: 裕仁
- 内閣総理大臣: 中曽根康弘（自由民主党）
- 内閣官房長官: 後藤田正晴（自由民主党）
- 最高裁判所長官: 矢口洪一
- 衆議院議長: 坂田道太（自由民主党） 、7月22日より原健三郎（自由民主党）
- 参議院議長: 木村睦男（自由民主党）、7月22日より藤田正明（自由民主党）
- 国会: 
  - 第104回 (常会, 1985年（昭和60年）12月24日-1986年5月22日)、
  - 第105回 (臨時会, 6月2日)、第106回 (特別会, 7月22日-25日)、
  - 第107回 (臨時会, 9月11日-12月20日)、
  - 第108回 (常会, 12月29日-1987年（昭和62年）5月27日)

## 世相
- 一般的にこの年からバブル景気とされる。1991年初頭に崩壊するまで4年半(1992年初頭頃にバブル景気が正式に終結するまでを含めると、約5年余り)続いた戦後で二番目に長い好景気である。
- この年の春にハレー彗星が1910年以来76年ぶりに地球に最接近することが話題となった。
- おニャン子クラブ、キャッツ、ホワッツマイケルなどにより空前のネコブームが到来した。
- 日本生まれで2頭目となるジャイアントパンダのトントンが恩賜上野動物園で生まれ、話題となった。
- 男子中学生が自殺した中野富士見中学いじめ自殺事件では、学級担任がいじめに加担し「葬式ごっこ」が行われるなど悲惨ないじめの実態が明らかとなり、マスメディアが大々的に報じたことで世間の注目を集めた。
- ファッションにおいては、イギリスのダイアナ妃のファッションを模したダイアナファッションが流行した他、ボディコンが登場した。
- この年発売された『写ルンです』（富士フイルム）や『モルツ』（サントリービール）はヒット商品となりロングセラーを記録したほか、ファミリーコンピュータ用ゲームソフト『ドラゴンクエスト』（エニックス、後のスクウェア・エニックス）は社会現象を巻き起こしその後多くのリメイク版が作られた。

### 1986年の流行語
新語・流行語大賞の新語部門は「究極」（雁屋哲）、流行語部門は「新人類」が金賞を受賞した（その他の受賞語は後節「#流行語」も参照）。

### 周年
以下に、過去の主な出来事からの区切りの良い年数（周年）を記す。
- 1月1日 -  「サッポロ一番」シリーズ（サンヨー食品）発売開始20周年。
- 1月2日 - ウルトラシリーズ誕生20周年。
- 1月15日 - 中日ドラゴンズ球団創設50周年。
- 2月4日 - 全日空羽田沖墜落事故から20周年（発生当時世界最悪の航空事故）。
- 2月23日 - 東京中日スポーツ創刊30周年。
- 2月26日 - 二・二六事件から50周年。
- 3月6日 - 日刊スポーツ創刊40周年。
- 4月1日 - 田端駅開業90周年。
- 4月3日 - 仮面ライダーシリーズ生誕15周年。
- 4月22日 - サザエさん生誕40周年。
- 8月22日 - 伊藤園創業20周年。
- 9月1日 - 民間放送ラジオ開始35周年[注 1]。
- 11月28日 - 週刊漫画TIMES（芳文社）創刊30周年。
- 12月25日 - 大正天皇崩御と昭和が始まって60周年。

## できごと

### 1月
- 1月1日 - 岩木山で山岳事故が発生、4人死亡。
- 1月11日 - TBS系で前年9月に終了した『8時だョ!全員集合』の後継番組として、同番組に出演していたザ・ドリフターズの加藤茶と志村けんメインのバラエティ番組『加トちゃんケンちゃんごきげんテレビ』が放送開始。
- 1月14日 - 西船橋駅ホーム転落死事件
- 1月15日 - エドゥアルド・シェワルナゼソ連外相が日ソ外相定期協議のためソ連外相としては10年ぶりに来日[書籍 1][書籍 2]。
- 1月21日 - 朝日麦酒が「ニューセンチュリー計画」を発表し、CI導入（1989年、「アサヒビール」に社名変更）。翌日の新聞にはCI導入の広告が掲載された。
- 1月31日 - 福岡市地下鉄箱崎線の馬出九大病院前駅 - 箱崎九大前駅間が開業。

### 2月
- 2月1日 - 東京都中野区の中学生がいじめを原因に自殺、教師も葬式ごっこに加わっていた[書籍 3][書籍 4]。
- 2月6日 - トヨタ自動車が「スープラ」を発売。
- 2月13日 - 大阪府藤井寺市で日本最古と見られる旧石器時代の竪穴建物跡が発見される（発見現場がプロ野球選手・梨田昌孝の自宅建設予定地であり、3月19日に「はさみ山遺跡梨田地点」と命名）[書籍 5]。
- 2月14日 - 国鉄篠ノ井駅で機回し中の機関車が逆走し停車中の団体列車に衝突する列車事故が発生[書籍 5]。
- 2月15日 - 熊本電気鉄道の御代志駅 - 菊池駅間がこの日限りで廃止。
- 2月21日 - 泉重千代が120歳で死去[書籍 6]。これにより、江戸時代以前に生まれた人物がいなくなる。なお、泉は105歳没の明治生まれとの異論があり、2012年版ギネス世界記録は公認を取り消した。
- 2月24日
  - 三洋電機の井植薫社長が前年12月の石油ファンヒーター事故の責任を取り辞任し、後任に井植敏副社長が昇格。
  - 日産自動車が「RZ-1」を発売。
  - KDDが日本で初めてハッカーが侵入と発表[書籍 7]。

### 3月
- 3月1日 - 渡辺美智雄通産相、野党支持者に「毛ばり」発言[書籍 7]。
- 3月3日
  - 埼京線の新宿駅直通運転開始。
  - 京葉線が開業（西船橋駅 - 千葉みなと駅間の部分開業）。
  - 全日本空輸(ANA)が国際定期便を運航開始[書籍 7]。
  - 神奈川県逗子市の池子弾薬庫跡地のアメリカ軍住宅建設反対派市民が、同市議会のリコールを請求、成立。4月7日、同市議会選で建設派が多数。
  - 予讃本線向井原駅 - 内子駅間および新谷駅 - 伊予大洲駅間が開業、内子線と合わせて向井原駅 - 伊予大洲駅間の短絡ルートが完成。旧線も引き続き営業。
- 3月4日 - サントリーが麦芽100％ビール「モルツ」を発売。
- 3月5日 - 青函トンネルの本州と北海道が結合[書籍 7]。
- 3月8日 - 前年8月19日に打ち上げられたハレー彗星探査機『すいせい』が彗星に最接近（15万km）。
- 3月23日 - 関東地方の大雪の中、西武新宿線田無駅付近で後続の列車が前方に停車中の列車に追突する事故が発生[書籍 8]。
- 3月25日 - 皇居半蔵門とアメリカ大使館に過激派が火炎弾を発射する事件が発生[書籍 9]。
- 3月26日 - 第58回選抜高等学校野球大会が阪神甲子園球場で開幕。
- 3月28日 - 大阪府警本部庁舎爆発物発射事件が発生。
- 3月31日
  - 迎賓館に過激派が金属弾を発射する事件が発生。現場付近で革労協非公然活動家が検挙された。
  - 漆生線がこの日限りで廃止。

### 4月
- 4月1日
  - 男女雇用機会均等法施行[書籍 3][書籍 9]。
  - フジテレビジョンなどをはじめとするフジサンケイグループの統一ロゴマーク目玉マークの使用が開始された。同日には 明治乳業（現：明治）もCI導入。
  - 丸善石油、大協石油と石油精製会社のコスモ石油が合併して「コスモ石油」に。
  - 東京工科大学が東京都八王子市に開学（17年ぶりとなる新設大学工学部の開学）。
  - 400ml献血と成分献血がスタート。
  - 京福電気鉄道は叡山本線および鞍馬線を子会社の叡山電鉄に分離・譲渡。
  - 甘木線が第三セクター鉄道の甘木鉄道に転換される。
  - 高森線が第三セクター鉄道の南阿蘇鉄道に転換される。
- 4月4日 - 日本のプロ野球が新ストライクゾーンを導入して開幕。
- 4月5日 - 第58回選抜高等学校野球大会の決勝戦が阪神甲子園球場で行われ、徳島県の池田高校が栃木県の宇都宮南高校を7-1で破り、1983年（第55回）以来3年ぶり2回目の優勝
- 4月7日
  - TBSラジオで大沢悠里（当時TBSアナウンサー）がパーソナリティを務める生ワイド番組『大沢悠里のゆうゆうワイド』が放送開始。2016年4月8日まで30年続く長寿番組となる。
  - レーシングドライバー萩原光が宮城県、スポーツランドSUGOにて、マシンテスト中事故死。
  - 経済構造調整研究会（前川委員会）、産業構造の積極的転換を提案[書籍 1]。
- 4月8日
  - 人気アイドルの岡田有希子が、所属事務所の入居するビルの屋上から飛び降り自殺[書籍 3][書籍 10]。ファンの後追い自殺が相次ぎ、国会でも採り上げられる社会問題化する[書籍 3][書籍 10]。
  - 警視庁が15GHz帯ヘリコプターTVシステムの運用を開始。
- 4月13日 - 長江裕明一家がヨットでの4年9か月の世界一周を経て蒲郡港に帰港。
- 4月15日 - アメリカ軍横田基地に爆発物が発射される事件が発生。
- 4月16日 - 東レがCI導入。
- 4月19日 - TBS、世界各国をテーマにした教養クイズ番組『日立 世界・ふしぎ発見!』放送開始。2024年3月30日まで38年間にわたってレギュラー放送された。
- 4月20日 - マラソンの瀬古利彦選手（エスビー食品所属）がロンドンマラソンで初優勝。
- 4月29日
  - 両国国技館で昭和天皇の在位60年記念式典開催[書籍 1][書籍 11]。
  - 檜町公園事件が発生。

### 5月
- 5月1日 - シチズン時計が「ビビ　ウィズ・ソーラーセル」を発売。
- 5月4日
  - この年以降、この日が「国民の休日」として祝日となる。ただしこの年のこの日は日曜日で、翌1987年のこの日は憲法記念日の振替休日だったため、実際にこの祝日が適用されたのは1988年が初となった。
  - 第12回先進国首脳会議（東京サミット）開催[書籍 1][書籍 11]。テロ問題でリビアを名指しで非難する[書籍 1]。
  - 迎賓館へ爆発物が発射される事件が発生[書籍 12]。
- 5月6日 - 営団地下鉄駅等19ヶ所に時限装置付き発煙筒等が仕掛けられる事件が発生[書籍 13]。
- 5月8日 - 英チャールズ皇太子（のちのチャールズ3世）とダイアナ妃が来日[書籍 1][書籍 14]。
- 5月27日 - エニックスがファミコン用ソフト「ドラゴンクエスト」発売。
- 5月28日
  - 東京・港区にアークヒルズが完成[書籍 15]。大規模都市再開発のさきがけとなる。
  - 経団連第6代会長に斎藤英四郎が就任。
- 5月31日
  - 阪神競馬場における競走で誤審。
  - 北陸鉄道小松線がこの日限りで廃止。

### 6月
- 6月1日 - 上野動物園のジャイアントパンダ、トントン誕生。
- 6月2日 - 衆議院解散（死んだふり解散）[書籍 1][書籍 16]。
- 6月3日 - ホームセンターサンコー設立。
- 6月5日 - 新潟県佐渡島のトキが2羽に。
- 6月7日 - 広島の衣笠祥雄選手が日本プロ野球界で史上初となる2,000試合連続出場を達成[書籍 17]。
- 6月16日 - 福岡県築城基地着陸予定の自衛隊 F-4EJ戦闘機2機、燃料切れで墜落[書籍 18]。
- 6月17日 - 海洋調査船へりおす遭難事故[書籍 19]。
- 6月23日 - 象印マホービンがCI導入。
- 6月26日 - 後楽園球場の巨人-阪神戦で阪神のランディ・バースが巨人の江川卓から7試合連続本塁打を放つ。
- 6月29日 - 甲斐バンドが、解散コンサート「Secret Gig」を黒澤フィルムスタジオで開催。競争率100倍超（定員2千人に20万通を超える応募)。

### 7月
- 7月1日
  - 内閣告示として現代仮名遣い公布。
  - 宮城県仙台市などの電話市外局番が3桁化され「022」となる（東北地方での電話市外局番3桁は初）。
  - 国鉄丸森線（槻木 - 丸森間）が、阿武隈急行・阿武隈急行線に転換される[書籍 20]。
  - 森永製菓がCI導入。
  - 富士写真フイルムが世界初のレンズ付きフィルムカメラ「写ルンです」を発売。
- 7月5日 - 道路交通法改正。原動機付自転車にヘルメット着用を義務づけ。
- 7月6日 - 衆参同日選挙（第38回衆議院議員総選挙・第14回参議院議員通常選挙）[書籍 1][書籍 21]。自民党圧勝。
- 7月7日 - 日本社会党の石橋政嗣委員長、衆参同日選挙敗北の責任を取り辞任を表明。
- 7月11日 - 東京ディズニーランドに新アトラクション「シンデレラ城ミステリーツアー」がオープン（このアトラクションは2006年4月5日で終了）。
- 7月20日 - 東京ディズニーリゾート内ホテル第1号のサンルートプラザ東京が開業。
- 7月22日 - 第3次中曽根内閣発足[書籍 1][書籍 22]。
- 7月31日 - 大井競馬場で日本初のナイター競走開催。

### 8月
- 8月1日 - コナミ（現・コナミホールディングス）がCI導入。
- 8月8日 - 第68回全国高等学校野球選手権大会が阪神甲子園球場で開幕。
- 8月15日 - 新自由クラブが解散[書籍 1][書籍 23]。田川誠一を除く衆参議員は自民党に合流[書籍 24]。
- 8月21日 - 第68回全国高等学校野球選手権大会の決勝戦。奈良県代表の天理が愛媛県代表の松山商を3-2で破り初優勝。
- 8月25日 - 日産自動車が「テラノ」を発売。
- 8月27日 - 梅田事件で、釧路地方裁判所は再審無罪の判決[書籍 25]。

### 9月
- 9月6日 - 土井たか子が日本社会党の委員長に就任[書籍 1]。日本の主要政党で初の女性党首に[書籍 1][書籍 26]。
- 9月7日 - ナガシマスパーランドでジェットコースターの追突事故が発生[書籍 26]。
- 9月14日 - 都営地下鉄新宿線船堀駅 - 篠崎駅間開業。
- 9月22日 - 安中公害訴訟の和解が成立し、東邦亜鉛が住民に4億5000万円を賠償した[書籍 27]。

### 10月
- 10月1日
  - 住友銀行が平和相互銀行を救済合併（平和相互銀行事件も参照）[書籍 27]。
  - 本田技研工業が「NSR250R」を発売。
  - 上田交通別所線の架線電圧が600Vから1500Vに昇圧され、使用車両を全面的に入れ替え。これにより丸窓電車として知られたモハ5250形をはじめとする在来車が全車廃車となった。
  - 近鉄東大阪線の長田駅（大阪府） - 生駒駅（奈良県）間が開通。大阪市営地下鉄中央線との相互乗り入れを開始。
- 10月6日 - 福岡県田川郡大任町の町役場町長室で執務中であった崎野正規町長が町内の土木建築業の男に射殺される。
- 10月9日 - 野岩鉄道会津鬼怒川線が開業。
- 10月12日 - 広島が、2年ぶり5度目のセ・リーグ優勝を決める。
- 10月13日 - 大阪府の高校生ら3人がエアソフトガンで公園に野宿していた浮浪者を襲撃し、1人を失明させた。同月19日に大阪府警に検挙された。
- 10月16日 - 10月1日に東京逓信病院で出産した神田正輝と松田聖子の長女・神田沙也加がこの日に母子揃って退院。同病院前に3000人が押し寄せる大騒動となった[1]。
- 10月24日 - テレビ朝日の音楽番組『ミュージックステーション』が放送開始。
- 10月25日 - 本田技研工業が「インテグラ」4ドアセダンを発売。
- 10月26日 - バンコク発マニラ経由大阪国際空港行きのタイ国際航空機620便が土佐湾上空を飛行中、乗客の暴力団員が持ち込んだ手榴弾が爆発し大阪国際空港に緊急着陸。死傷者なし[書籍 28]。
- 10月27日 - 日本シリーズ第8戦、西武が3連敗から4連勝で日本一[書籍 28]。
- 10月29日 - NTTが同社の株券1株を119万7400円で売り出し[書籍 28]。
- 10月31日 - 胆振線・富内線の全線、播但線の姫路駅 - 飾磨港駅間（飾磨港線）、東海道本線新垂井駅がこの日限りで廃止。

### 11月
- 11月1日
  - 日本国有鉄道が大規模ダイヤ改正を実施。分割民営化を控え、国鉄最後の全国ダイヤ改正となる。
    - 東海道・山陽新幹線で100系新幹線の本格導入開始。
    - 福知山線・山陰本線の宝塚駅 - 城崎駅間の電化が完成。従来の気動車特急・急行に代わり電車特急「北近畿」を運行開始。

  - 角館線と阿仁合線が第三セクター鉄道の秋田内陸縦貫鉄道に転換（のちに両線が接続し秋田内陸縦貫鉄道秋田内陸線となる）。
  - 道路交通法改正、自動車の一般道路におけるシートベルトの着用が原則義務化[書籍 28]。
  - 和歌山県で真理の友教会女性信者7人が教祖の後追い自殺[書籍 3][書籍 29]。
  - 新潟県新潟市とその周辺の市町村の電話市外局番が3桁化され「025」となる（本州日本海側では初の3桁市外局番）。
  - 鐘紡がカネボウ食品を吸収合併（1993年にカネボウ食品本部がベルフーズと合併し、カネボウフーズとして再独立）。
- 11月11日 - キヤノンが「マルチメディアホンMMP-10」を発売。
- 11月12日 - 福岡市地下鉄箱崎線の延長部（箱崎九大前駅 - 貝塚駅間）が開業[書籍 30]。西鉄宮地岳線と接続される。
- 11月14日 - 日本テレビの人気刑事ドラマ『太陽にほえろ!』がこの日放送された第718回の放送を以て終了、14年4ヶ月の歴史に幕。
- 11月15日
  - 三井物産マニラ支店長が誘拐される[書籍 3][書籍 30]。
  - 伊豆大島の三原山が噴火（11月21日午後4時15分に大規模な割れ目噴火が発生し、全島民が島外に避難する）[書籍 30]。
- 11月25日 - 三菱銀行有楽町支店で現金輸送車の3億3000万円強奪事件（有楽町三億円事件）[書籍 31]。
- 11月27日 - 日本共産党幹部宅盗聴事件が発覚[書籍 3]。
- 11月28日 - 国鉄分割民営化関連8法成立[書籍 31]。

### 12月
- 12月1日 - 三洋電機が東京三洋電機を吸収合併。同時にCI導入。
- 12月3日 - 暴力団対策の基本を示す「暴力団総合対策要綱」を制定。
- 12月9日
  - ビートたけしが彼の写真記事をめぐり、弟子（たけし軍団）らを連れて講談社本社のフライデー編集部に乱入、同誌記者らに暴行を加えて逮捕される[書籍 32]。
  - 大阪府にて外国人登録法違反（指紋不押捺）で初の自治体捜索の実施。
- 12月11日 - 越美南線が第三セクター鉄道の長良川鉄道に転換される。
- 12月15日 - ダイハツ工業がスペシャリティー軽自動車「リーザ」を発売。
- 12月21日～28日 - ソ連墓参団10人が初来日。大阪府、愛媛県、長崎県にてロシア人墓地の墓参を行う。
- 12月28日 - 兵庫県城崎郡香住町の山陰本線余部鉄橋において回送中のお座敷列車みやびの転落事故が発生[書籍 3][書籍 33]。

## 社会

### 全般
- 10〜14歳の自殺者数では戦後以来最多。また全体の自殺者総数でも1997年以前では戦後最多。

### 経済
- 朝日麦酒・フジサンケイグループ・象印マホービン・森永製菓・コナミ・三洋電機など大手企業のCI導入が相次ぐ。

## 天候・天災・観測等
今冬（前年12月〜2月）は五九豪雪（1983年12月 - 1984年3月）以来2年ぶりに強い寒波が何度も襲来し、記録的な豪雪（六一豪雪）となり、3ヶ月を通して気温が低く経過したため全国的に「寒冬」となった。なお翌年以降は、1995年まで暖冬が続くようになった。
豪雪・寒冬だった割には、夏季は1984,85年のような猛暑にはならなかった。オホーツク海高気圧の影響などで7月上旬 - 中旬には北日本で冷夏となり、それ以外でも梅雨明けが平年に比べて遅れたことから、夏日・真夏日は平年値を下回った。
- 1月6日 - 強い寒波で西日本大雪。鹿児島市で20cmを越す大雪。
- 2月18日 - 19日 - 南岸低気圧の接近で西日本 - 関東で大雪。
- 3月23日 - 南岸低気圧の接近で関東地方で3月としては記録的な大雪。
- 7月10日 - 鹿児島県などで豪雨（昭和61年7月豪雨）。
- 8月5日 - 台風10号の影響で各地で被害が発生（8.5水害）。
- 11月15日 - 11月20日 - 伊豆大島の三原山が1951年以来の中規模噴火。
- 11月21日 - 三原山で午後4時15分頃、大音響と振動の直後割れ目噴火が始まる。全島民一時島外避難。

## 文化と芸術

### 流行

#### 流行語
- 新語・流行語大賞
  - 新語部門
    - 金賞:「究極」（雁屋哲『美味しんぼ』）
    - 銀賞:「激辛」（料理店「神田淡平」店主・鈴木昭）
    - 銅賞:「ファミコン」（任天堂）
    - 表現賞:「川の手」、「家庭内離婚」、「アークヒルズ」

  - 流行語部門
    - 金賞:「新人類」（西武ライオンズ選手・工藤公康、渡辺久信、清原和博）
    - 銀賞:「知的水準」（ロイター通信）
    - 銅賞:「亭主元気で留守がいい」（大日本除虫菊テレビCM）
    - 大衆賞:「おニャン子」（フジテレビ『夕やけニャンニャン』、おニャン子クラブ）、「プッツン」（片岡鶴太郎）

  - 特別賞部門
    - 特別賞:「やるしかない」（日本社会党中央執行委員長・土井たか子）、「150円台」（円高見通し）
    - 語録賞:「バクハツだ!」「なんだかわからない」（画家・岡本太郎）
    - 不快語追放応援賞:「地揚げ・底地買い」（女優・馬渕晴子）

### 建築
竣工
解体
- 東京都渋谷区の原宿にあった「原宿セントラルアパート」解体(1958年 - 1986年)

### 出版
ベストセラー
- 家田荘子『極道の妻たち』
- 阿川弘之『井上成美』
- 磯村尚徳『アメリカからの警告』
- 林真理子『最終便に間に合えば』

#### 文学
- 芥川賞
  - 第95回（1986年上半期） - 該当作品なし
  - 第96回（1986年下半期） - 該当作品なし

（年間を通じて同賞の受賞作品がなかったのは初めて）
- 直木賞
  - 第95回（1986年上半期） - 皆川博子『恋紅』
  - 第96回（1986年下半期） - 逢坂剛『カディスの赤い星』、常盤新平『遠いアメリカ』

#### 雑誌
創刊
- 『ニューズウィーク日本版』創刊（1月）
- 『ターザン』創刊（3月）
- 『FINEBOYS』創刊（4月）
- 『メンズノンノ』創刊（5月）

廃刊
- 『リーダーズダイジェスト』日本版が廃刊となる（1月）

### 音楽
- 中森明菜「DESIRE -情熱-」「ジプシー・クイーン」「Fin」
- KUWATA BAND「BAN BAN BAN」「スキップ・ビート（SKIPPED BEAT）」「ONE DAY」「MERRY X'MAS IN SUMMER」
- 少年隊「仮面舞踏会」「デカメロン伝説」「ダイヤモンド・アイズ」
- TUBE「シーズン・イン・ザ・サン」
- 小泉今日子「夜明けのMEW」「木枯しに抱かれて」「100%男女交際」
- 石井明美「CHA-CHA-CHA」
- 荻野目洋子「ダンシング・ヒーロー」「Dance Beatは夜明けまで」「フラミンゴinパラダイス」「六本木純情派」
- 本田美奈子「1986年のマリリン」「Sosotte」
- 小林旭「熱き心に」
- とんねるず「やぶさかでない」「歌謡曲」「人情岬」
- テレサ・テン「時の流れに身をまかせ」
- 菊池桃子「Broken Sunset」「夏色片想い」「Say Yes!」
- 中山美穂「BE-BOP-HIGHSCHOOL」「色・ホワイトブレンド」「クローズ・アップ」「JINGI・愛してもらいます」「ツイてるねノッてるね」「WAKU WAKUさせて」
- 斉藤由貴「悲しみよこんにちは」「青空のかけら」
- 北島三郎「北の漁場」
- 安全地帯「プルシアンブルーの肖像」
- THE ALFEE「風曜日、君をつれて」「SWEAT&TEARS」
- 鈴木雅之「ガラス越しに消えた夏」
- CHAGE&ASKA「モーニングムーン」
- 渡辺美里「My Revolution」「Teenage Walk」
- 池田聡「モノクローム・ヴィーナス」
- 岡田有希子「くちびるNetwork」
- 西村知美「夢色のメッセージ」
- 杉山清貴「さよならのオーシャン」「最後のHoly Night」
- レベッカ「RASPBERRY DREAM」
- チェッカーズ「Song for U.S.A.」「OH!! POPSTAR」「NANA」
- 石川さゆり「天城越え」
- 薬師丸ひろ子「紳士同盟」
- 椎名恵「今夜はANGEL」
- 杉浦幸「悲しいな」
- 岡村孝子「はぐれそうな天使」
- 中村あゆみ「ちょっとやそっとじゃCAN'T GET LOVE」
- 吉川晃司「キャンドルの瞳」「MODERN TIME」
- C-C-B「元気なブロークン・ハート」「不自然な君が好き」
- 堀内孝雄「愛しき日々」
- 五木ひろし「浪花盃」
- 聖飢魔II「蠟人形の館」
- TAKESHI&HIROKI（ビートたけしと松方弘樹のデュオ）「I'll be back again...いつかは」
- 1986オメガトライブ「君は1000%」「Super Chance」
- ラフ&レディ「背番号のないエース」
- おニャン子クラブ「じゃあね」「おっとCHIKAN!」「お先に失礼」
- うしろゆびさされ組「バナナの涙」「渚の『・・・・・』(かぎかっこ)」
- ニャンギラス「私は里歌ちゃん」「自分でゆーのもなんですけれど」
- 河合その子「青いスタスィオン」「再会のラビリンス」
- 新田恵利「冬のオペラグラス」「不思議な手品のように」
- 国生さゆり「バレンタイン・キッス」「夏を待てない」
- 福永恵規「風のInvitation」
- 高井麻巳子「シンデレラたちへの伝言」「メロディ」
- 渡辺美奈代「瞳に約束」「雪の帰り道」
- 渡辺満里奈withおニャン子クラブ「深呼吸して」
- 吉沢秋絵「季節はずれの恋」
- 城之内早苗「あじさい橋」

### 芸能
- 4月8日 - アイドル歌手の岡田有希子が飛び降り自殺。
- 10月1日 - 歌手・森進一と森昌子が結婚。
- 10月1日 - 歌手・松田聖子と俳優の神田正輝の長女・沙也加を東京・飯田橋の東京逓信病院で出産。
- 12月9日 - ビートたけしとたけし軍団が週刊誌「FRIDAY」編集部に殴りこみ（フライデー襲撃事件）。

### 演劇
歌舞伎
宝塚歌劇団

### 映画
- 2月 - 『コマンドー』日本公開。
- 3月8日 - 『北斗の拳』公開。
- 6月7日 - ロッキー4/炎の友情
- 7月12日 - 『子猫物語』（畑正憲監督、市川崑協力監督）公開。
- 7月26日 - チェッカーズの『Song for U.S.A.』と安全地帯の『プルシアンブルーの肖像』が同時公開で話題を呼んだ。
- 8月 - 『エイリアン2』日本公開。
- 8月2日 - 『天空の城ラピュタ』（宮崎駿監督）が劇場公開。
- 9月6日 - 『道』公開。
- 12月6日 - 『トップガン』日本公開。

### テレビ
ドラマ
- NHK大河ドラマ『いのち』
- NHK朝の連続テレビ小説
  - はね駒
  - 都の風
- あぶない刑事（日本テレビ系）
- 白虎隊（日本テレビ系）
- 男女7人夏物語（TBS系）
- 金曜日には花を買って（TBS系）
- お坊っチャマにはわかるまい!（TBS系）
- スケバン刑事III 少女忍法帖伝奇（フジテレビ系）

バラエティなど諸分野
- トライ&トライ（NHK総合）
- 歌のトップテン（日本テレビ系）
- 加トちゃんケンちゃんごきげんテレビ（TBS系）
- 風雲!たけし城（TBS系）
- 世界・ふしぎ発見!（TBS系）
- 志村けんのバカ殿様（フジテレビ系）
- ミュージックステーション（テレビ朝日系）
- いい旅・夢気分（テレビ東京系）
- 土曜スペシャル（テレビ東京系）

#### 特撮
- 超新星フラッシュマン（テレビ朝日系）
- 時空戦士スピルバン（テレビ朝日系）
- もりもりぼっくん（フジテレビ系）

#### コマーシャル
| キャッチフレーズなど                     | 商品名など              | メーカーなど                    | 出演者                             | 音楽                                                  |
| ---------------------------------------- | ----------------------- | ------------------------------- | ---------------------------------- | ----------------------------------------------------- |
| ♪しあわせってなんだっけ                  | ぽん酢しょうゆ          | キッコーマン                    | 明石家さんま                       | 高橋千佳子・ハローグッドバイ・明石家さんま（歌）      |
| ここちE                                  | ソフィブラ              | ワコール                        | -                                  | ♪「ここちE」 渡辺典子（歌）                           |
| 麦からビール。さとうきびから味の素。     | 味の素（うま味調味料）  | 味の素                          | -                                  | 「愛燦燦」 小椋佳（曲）・美空ひばり（歌）             |
| ♪こ〜くさ〜いで〜んわは〜                | KDD I・S・Dキャンペーン | 国際電信電話                    | 斉藤晴彦・南野陽子                 | 横倉健三・斉藤晴彦（歌）                              |
| 色・ホワイトブレンド                     | －                      | 資生堂                          | 中山美穂                           | 松本隆・筒美京平・中山美穂（歌）                      |
| くちびるNetwork                          | －                      | カネボウ化粧品                  | 沢口靖子                           | Seiko・坂本龍一・岡田有希子（歌）                     |
| ちょっとやそっとじゃくずれない           | －                      | カネボウ化粧品                  | 鈴木保奈美                         | 高橋研・中村あゆみ（歌）                              |
| 俺は、誰だ。これは、何だ。               | 男のギア                | 資生堂                          | 陣内孝則                           | －                                                    |
| 21世紀まで愛して                         | 資生堂ヘアコロン        | 資生堂                          | 水谷麻里                           | 松本隆・筒美京平・水谷麻里（歌）                      |
| お姉ちゃん、やっぱり電話してー           | ウイークエンド・コール  | NTT                             | 富田靖子・水島かおり・中田とみ     | －                                                    |
| 亭主元気で留守がいい                     | 金鳥ゴン                | 大日本除虫菊                    | もたいまさこ・木野花               | －                                                    |
| がんばりや〜、蚊のカッちゃん             | キンチョーマット        | 大日本除虫菊                    | 掛布雅之・坊屋三郎・加藤嘉ほか     | －                                                    |
| 相撲取りスッポンポンで風邪引かん         | キンチョーどんと        | 大日本除虫菊                    | 桂文珍ほか                         | －                                                    |
| サモンと聞いただけで…                    | サモン（栄養ドリンク）  | 大正製薬                        | ビートたけし                       | －                                                    |
| ♪ちゃんとちゃんと、持ってきましたね      | 大正漢方胃腸薬          | 大正製薬                        | 宇津井健                           | オリジナル                                            |
| ♪飲みすぎたのは、あなたのせいよ〜        | タケダ胃腸薬21          | 武田薬品工業                    | 武田鉄矢・芦川よしみ               | 魚住勉・馬飼野康二・ 武田鉄矢・芦川よしみ（歌）       |
| ビールは、コクです。ビールは、キレです。 | アサヒ生ビール          | アサヒビール                    | 青木功・尾崎将司                   | 尾崎紀世彦（歌）                                      |
| ♪おれたちゃ実年、文句があるか            | サントリー生ビール      | サントリー                      | ハナ肇とクレージーキャッツ         | 青島幸男・大瀧詠一・ ハナ肇とクレージーキャッツ（歌） |
| ♪シミジミドリンキング シミジミリィ〜     | 宝正宗                  | 宝酒造                          | -                                  | 原曲『舟唄』（作詞：阿久悠・作曲：浜圭介）            |
| こういう現象を、ジャンクションといいます | ベガ ジャンクション     | シチズン                        | 小堺一機・深井広江                 | 江夏健二                                              |
| ヒーヒーおばあちゃん                     | カラムーチョ            | 湖池屋                          | 森田波・おばあちゃんたち（アニメ） | －                                                    |
| 街の遊撃手                               | ジェミニ                | いすゞ自動車                    | －                                 | －                                                    |
| －                                       | ポカリスエット          | 大塚製薬                        | 糸井重里・森高千里（デビュー作）   | －                                                    |
| はぐれそうな天使                         | トゥデイ                | HONDA                           | 今井美樹                           | 来生えつこ・来生たかお・岡村孝子（歌）                |
| 人生、投げたらイカン                     | 青少年の非行防止        | 公共広告機構 （現：ACジャパン） | 山下泰裕（柔道家）                 | －                                                    |
| しらんぷりも、いじめ。                   | いじめ撲滅キャンペーン  | 公共広告機構 （現：ACジャパン） | －                                 | 秋元康・筒美京平・本田美奈子（歌）                    |

### アニメ
アニメーション映画
- 3月15日 - 『ドラえもん のび太と鉄人兵団』（監督:芝山努）
- 8月2日 - 『天空の城ラピュタ』（監督:宮崎駿）

テレビアニメ
- 1月5日 - 『愛少女ポリアンナ物語』放映開始。
- 1月6日 - 『ロボタン』放映開始。
- 1月10日 - 『宇宙船サジタリウス』放映開始。
- 1月19日 - 『メイプルタウン物語』放映開始。
- 2月26日 - 『DRAGON BALL』放映開始。
- 3月1日 - 『機動戦士ガンダムΖΖ』放映開始。
- 3月7日 - 『魔法のアイドルパステルユーミ』放映開始。
- 3月26日 - 『めぞん一刻』放映開始。
- 4月3日 - 『世界名作アニメ童話』放映開始。
- 4月5日 - 『まんがなるほど物語』放映開始。
- 4月7日 - 『銀牙 -流れ星 銀-』放映開始。
- 4月11日 - 『ワンダービートS』放映開始。
- 4月13日 - 『剛Q超児イッキマン』放映開始。
- 4月16日 - 『ウルトラマンキッズのことわざ物語』放映開始。
- 4月25日 - 『青春アニメ全集』放映開始。
- 5月3日 - 『光の伝説』放映開始。
- 7月3日 - 『マシンロボ クロノスの大逆襲』放映開始。
- 7月24日 - 『地上最強のエキスパートチーム G.I.ジョー』放映開始。
- 10月3日 - 『Bugってハニー』放映開始。
- 10月3日 - 『ハートカクテル』放映開始。
- 10月5日 - 『あんみつ姫』放映開始。
- 10月6日 - 『ボスコアドベンチャー』、『Oh!ファミリー』、『オズの魔法使い』放映開始。
- 10月11日 - 『聖闘士星矢』放映開始。
- 10月14日 - 『ドテラマン』放映開始。
- 10月15日 - 『がんばれ!キッカーズ』、『ドリモグだぁ!!』放映開始。
- 11月14日 - 『戦え!超ロボット生命体トランスフォーマー2010』放映開始。

OVA

### ゲーム

#### コンピューターゲーム
アーケードゲーム
- メジャーリーグ - 「ゲームマシン」誌 八六年度年間ベストヒットゲームス25 テーブル型ＴＶゲーム機 第一位（新製品）[5]
- 怒 - 「ゲームマシン」誌 八六年度年間ベストヒットゲームス25 テーブル型ＴＶゲーム機 十位内（新製品）[5]
- ワールドカップ - 「ゲームマシン」誌 八六年度年間ベストヒットゲームス25 テーブル型ＴＶゲーム機 十位内（新製品）[5]
- ハングオン（ライドオンタイプ） - 「ゲームマシン」誌 八六年度年間ベストヒットゲームス25 アップライト、コックピット型ＴＶゲーム機 第一位[5]
- ハイスピード - 「ゲームマシン」誌 八六年度年間ベストヒットゲームス25 フリッパー 第一位[5]

- セガの業務用レースゲーム『エンデューロレーサー』『アウトラン』

テレビゲーム

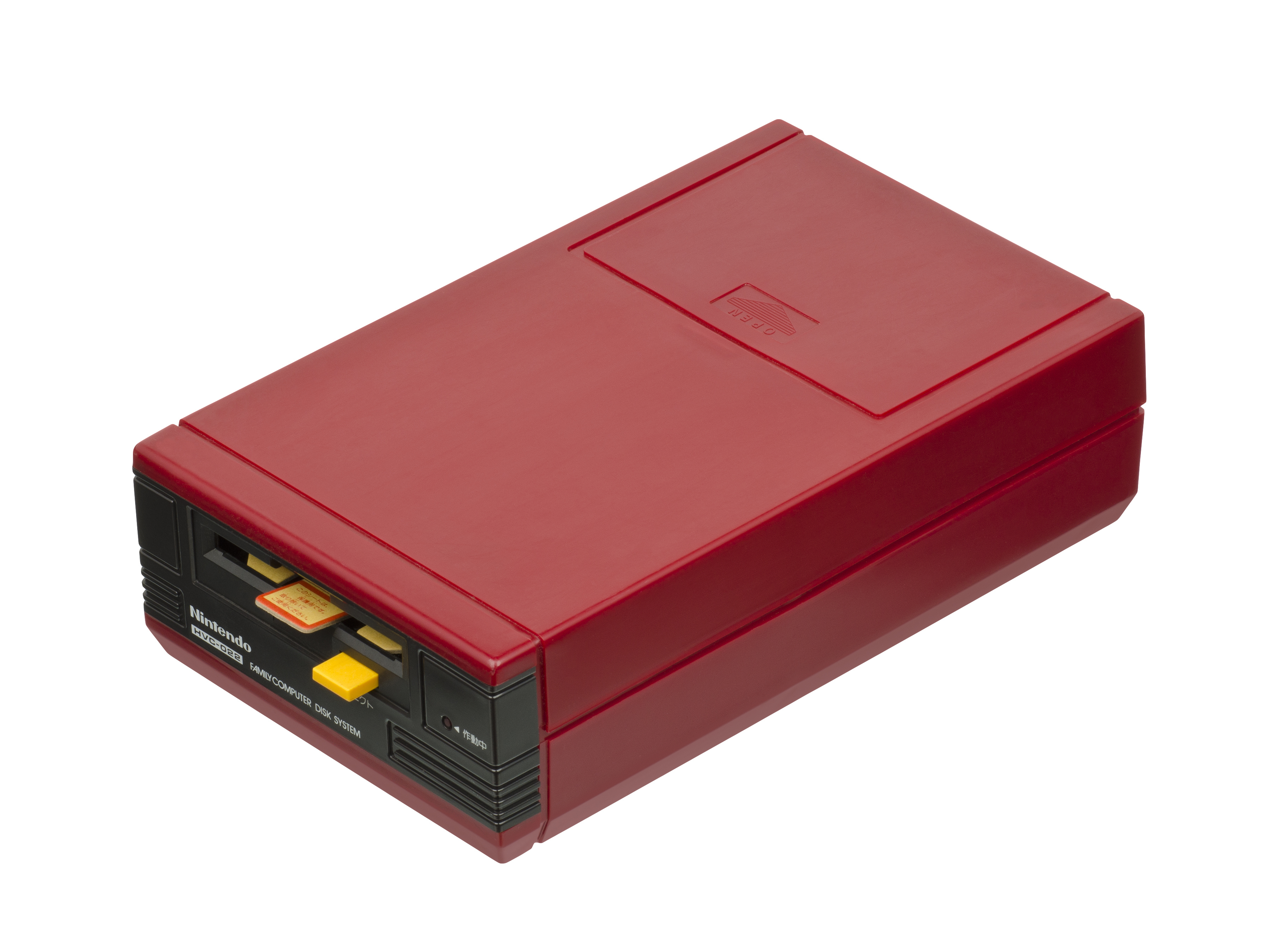
ファミリーコンピュータ ディスクシステム

- 2月21日 - 任天堂が「ファミリーコンピュータ ディスクシステム」（ファミコン用の周辺機器）を発売、同日にディスクシステム用ソフト『ゼルダの伝説』を発売（1994年の2月にはファミコン用カセットとして発売）。
- 5月27日 - エニックスがファミコン用ソフト『ドラゴンクエスト』を発売。
- 6月3日 - 任天堂がディスクシステム用ソフト『スーパーマリオブラザーズ2』を発売。
- 6月13日 - カプコンがファミコン用ソフト『魔界村』を発売。
- 8月6日 - 任天堂がディスクシステム用ソフト『メトロイド』を発売。

携帯型ゲーム

## スポーツ

### 総合競技大会
- 第41回国民体育大会 (かいじ国体)

### 各競技

#### 野球
プロ野球
- セントラル・リーグ優勝 広島東洋カープ
- パシフィック・リーグ優勝 西武ライオンズ
- 日本シリーズ優勝 西武ライオンズ（4勝3敗1分／史上初の8戦決戦）
- 清原和博がデビューし、高卒新人最多の31本塁打を記録
- ランディ・バース（阪神）がセ・リーグ、落合博満（ロッテ）がパ・リーグでともに2年連続三冠王達成（落合は通算3度目の三冠王）。

高校野球
- 第58回選抜高等学校野球大会優勝 徳島県立池田高等学校（徳島県）
- 第68回全国高等学校野球選手権大会優勝 天理高等学校（奈良県）

#### 相撲
大相撲（幕内最高優勝）
- 初場所 千代の富士貢
- 春場所 保志延芳
- 夏場所 千代の富士貢
- 名古屋場所 千代の富士貢
- 秋場所 千代の富士貢
- 九州場所 千代の富士貢
- 七月場所後に北尾が第60代横綱、保志が大関に昇進し、それぞれ双羽黒、北勝海と改名。

#### プロレス
- プロレス大賞MVP　天龍源一郎（全日本プロレス）
- 世界最強タッグ決定リーグ戦優勝ジャンボ鶴田&天龍源一郎（鶴龍コンビ）組（2回目）
- 第4回IWGPリーグ戦優勝アントニオ猪木（3回目）（決勝戦でディック・マードックを下して3連覇を飾る。）

#### モータースポーツ
- 全日本F2選手権 中嶋悟
- 鈴鹿F2選手権 星野一義
- 富士GC ジェフ・リース
- 全日本耐久選手権 高橋国光
- 全日本ツーリングカー選手権 鈴木亜久里

#### 自転車競技
- 中野浩一が自転車世界選手権スプリント種目10連覇達成

## 誕生
誕生した事に特筆性のある人物等（世襲制の跡継ぎ、絶滅寸前の生物の誕生、等）を記載しています。それ以外については、Category:1986年生を参照してください。

### 1月
- 1月1日 - 吉良俊則、元プロ野球選手
- 1月1日 - 浜田翔子、タレント
- 1月2日 - 荒木麻里子、静岡放送アナウンサー
- 1月2日 - 新倉ゆかり、グラビアアイドル
- 1月2日 - 大谷尚徳、野球選手
- 1月4日 - 加藤シルビア、TBSアナウンサー
- 1月4日 - 和田琢磨、俳優
- 1月5日 - 沖樹莉亜、ファッションモデル（ジュエミリア）
- 1月5日 - 小池徹平、タレント、俳優
- 1月5日 - 鈴木貴子、政治家
- 1月5日 - 津村明秀、騎手
- 1月6日 - 兼下真由子、歌手
- 1月6日 - 今井綾子、野球選手
- 1月7日 - 蒼井さや、タレント
- 1月7日 - 船谷圭祐、サッカー選手
- 1月7日 - 堀切麻紀、モデル、グラビアアイドル
- 1月7日 - メルヘン須長、お笑いタレント・ものまねタレント
- 1月9日 - 明石健志、プロ野球選手
- 1月9日 - 盛山晋太郎、お笑い芸人（見取り図）
- 1月9日 - 川本貴則、俳優
- 1月10日 - 前田祐二、プロ野球選手
- 1月10日 - 池松秀明、サッカー選手
- 1月10日 - さゆり、タレント
- 1月10日 - 里中唯、元女優
- 1月11日 - 高野苺、漫画家
- 1月12日 - イモトアヤコ、タレント
- 1月12日 - 内田しずか、バスケットボール選手
- 1月13日 - 安次嶺奈菜子、歌手
- 1月14日 - 武田航平、俳優
- 1月14日 - 松岡佑起、陸上競技選手
- 1月14日 - なんしぃ、大好物
- 1月15日 - 稲葉智美、リポーター
- 1月15日 - 原裕美子、モデル
- 1月16日 - 上松秀実、歌手
- 1月16日 - 尾崎美沙、グラビアアイドル
- 1月16日 - 榊安奈、グラビアアイドル、女優、タレント
- 1月16日 - 田村太雅、騎手
- 1月17日 - 五十嵐豪、料理研究家
- 1月17日 - 長谷部優、（Dream）
- 1月18日 - 山崎育三郎、俳優
- 1月19日 - 定常菜都子、日本海テレビアナウンサー
- 1月19日 - 牧野由依、声優
- 1月20日 - 竹内由恵、テレビ朝日アナウンサー
- 1月20日 - 山中章子、フジテレビアナウンサー
- 1月20日 - 善家尚史、プロサーファー、元子役
- 1月21日 - 角島奈知、サンフラワー
- 1月22日 - 青柳佳祐、フットサル選手
- 1月23日 - 石田絵里奈、文化放送アナウンサー
- 1月23日 - 川村ゆきえ、タレント
- 1月24日 - 水谷百輔、元俳優
- 1月24日 - 斎藤友紀、タレント
- 1月25日 - 佐藤千晶、東日本放送アナウンサー
- 1月25日 - 晶エリー（新井エリー、照沼ファリーザ、西川ひとみ、大沢佑香）、AV女優、AV監督、写真家
- 1月25日 - 荒波翔、プロ野球選手
- 1月25日 - 武井択也、サッカー選手
- 1月26日 - 内海健治、空手家
- 1月27日 - 井上智惠、キャスター
- 1月27日 - 入沢大聖、タレント
- 1月27日 - 松永貴志、ジャズピアニスト
- 1月27日 - 藤江均、プロ野球選手
- 1月28日 - つなこ、ゲームクリエイター（グラフィッカー・原画家）・イラストレーター
- 1月30日 - as、歌手
- 1月30日 - 下田麻美、声優
- 1月30日 - たかし、お笑い芸人（トレンディエンジェル）
- 1月30日 - 河本ロバート、野球選手
- 1月31日 - 市原充喜、サッカー選手

### 2月
- 2月1日 - 石原あつ美、アイドル
- 2月1日 - 西田美歩、グラビアアイドル
- 2月1日 - 田中幸長、野球選手
- 2月1日 - 田原加奈子、タレント
- 2月1日 - 古川美有、ファッションモデル
- 2月2日 - 浅尾美和、ビーチバレー選手・ファッションモデル
- 2月3日 - 柳原可奈子、お笑い芸人
- 2月3日 - 田中佑昌、サッカー選手
- 2月4日 - 五十嵐勝弘、俳優
- 2月5日 - 駒場孝、お笑い芸人（ミルクボーイ）
- 2月6日 - 内田安咲美、モデル
- 2月6日 - 金田哲、お笑い芸人（はんにゃ）
- 2月7日 - 上村彩子、声優、元AKB48
- 2月10日 - 市川由衣、タレント
- 2月11日 - 大迫麗香、グラビアアイドル
- 2月11日 - 清田育宏、プロ野球選手
- 2月13日 - 照屋まみ、元グラビアアイドル、タレント
- 2月14日 - 佐藤未歩、タレント
- 2月14日 - コンプライアンス小松崎、お笑いタレント（ハナイチゴ、元朝倉小松崎）
- 2月14日 - 佳村はるか、声優
- 2月14日 - 青木佑磨、ミュージシャン、ラジオパーソナリティ、ライター、学園祭学園ボーカル&ギター
- 2月15日 - 小清水亜美、声優
- 2月15日 - はるの、タレント
- 2月15日 - 藤原良平、プロ野球選手
- 2月16日 - 国分れな、グラビアアイドル
- 2月17日 - エッグ矢沢、お笑い芸人
- 2月18日 - 安藤サクラ、女優
- 2月19日 - かでなれおん、グラビアアイドル
- 2月19日 - 萬代宏樹、サッカー選手
- 2月19日 - 幸坂ゆか、タレント
- 2月21日 - 川嶋あい、歌手
- 2月22日 - 青山敏弘、サッカー選手
- 2月22日 - 池永亜美、グラビアアイドル
- 2月22日 - 松本菜緒、ミュージカル俳優
- 2月23日 - 相内優香、テレビ東京アナウンサー
- 2月23日 - 亀梨和也、俳優・歌手（元KAT-TUN）
- 2月23日 - 三倉茉奈、元子役、女優
- 2月23日 - 三倉佳奈、元子役、女優
- 2月24日 - 小林敦、プロ野球選手
- 2月25日 - 手束真知子、元SDN48、SKE48
- 2月25日 - 柳川洋平、プロ野球選手
- 2月26日 - 有村実樹、ファッションモデル
- 2月26日 - Crystal Kay、歌手
- 2月26日 - 中村果生莉、グラビアアイドル
- 2月27日 - 伊藤真 (競泳選手)
- 2月27日 - 清水まみ、漫画家
- 2月27日 - 田丸篤志、声優
- 2月28日 - 相澤亜希、グラビアアイドル
- 2月28日 - 三瓶由布子、声優

### 3月
- 3月1日 - 香穂里、タレント
- 3月1日 - 五郎丸歩、ラグビー選手
- 3月1日 - 屋敷裕政、お笑い芸人（ニューヨーク）
- 3月2日 - 秋田真琴、女優
- 3月2日 - 小倉星羅、広島テレビ、アナウンサー
- 3月3日 - 篠栗たかし、お笑い芸人（エイトブリッジ）
- 3月4日 - 朝倉康心、プロ雀士
- 3月6日 - 上村美揮、体操選手
- 3月6日 - りんたろー。、お笑い芸人（EXIT）
- 3月6日 - 上野啓輔、プロ野球選手
- 3月7日 - 宇野弥生、競艇選手
- 3月8日 - 相澤寿、バレーボール選手
- 3月8日 - 宇田康利、バスケットボール選手
- 3月8日 - 承子女王、皇族（高円宮家の長女）
- 3月8日 - 立本信吾、フジテレビアナウンサー
- 3月9日 - 関憲太郎、サッカー選手
- 3月10日 - 野田りさ、タレント
- 3月10日 - 飯田一弥、プロ野球選手
- 3月10日 - 永野亮比己、ミュージカル俳優
- 3月11日 - 伊藤桃、タレント
- 3月11日 - 篠田麻里子、元AKB48
- 3月11日 - いちじまだいき、吉本新喜劇座員
- 3月12日 - 大塚ちひろ、女優（ココナッツJr.）
- 3月13日 - 大東俊介、俳優
- 3月13日 - 流石組レイナ、元子役・ダンサー
- 3月13日 - 清水聡、アマチュアボクシング選手
- 3月13日 - 菅原沙樹、ファッションモデル
- 3月13日 - 上里一将、サッカー選手
- 3月13日 - 鳴海杏子、声優、歌手
- 3月13日 - 米原幸佑、俳優、タレント
- 3月15日 - Aya、Mi (バンド)
- 3月15日 - 上尾野辺めぐみ、サッカー選手
- 3月15日 - 佐藤弥生、タレント
- 3月16日 - 髙橋大輔、フィギュアスケート選手
- 3月17日 - 藤岡佑介、騎手
- 3月17日 - 内村賢介、プロ野球選手
- 3月19日 - 市位のぞみ、グラビアアイドル
- 3月19日 - 若木萌、タレント、グラビアアイドル
- 3月20日 - 宮咲志帆、AV女優
- 3月21日 - 根本朋久、プロ野球選手
- 3月22日 - 小林由佳 (空手家)
- 3月23日 - 小田原彩、タレント
- 3月23日 - 水瀬葵、グラビアアイドル
- 3月24日 - 平手晃平、レーシングドライバー
- 3月25日 - 小熊美香、日本テレビアナウンサー
- 3月25日 - 浜崎慶美、グラビアアイドル
- 3月27日 - 大野かなこ、モデル
- 3月27日 - はるか、歌手
- 3月28日 - 山田沙耶香、女優
- 3月29日 - 阪田瑞穂、タレント
- 3月29日 - 佐藤唯、タレント
- 3月29日 - 西条美咲、女優
- 3月30日 - BENI、歌手
- 3月30日 - 川﨑成晃、プロ野球選手
- 3月31日 - 坂東香菜子、女流棋士

### 4月
- 4月1日 - 中村友梨香、陸上競技選手
- 4月1日 - Shunn、歌手、声優
- 4月4日 - 岩﨑恭平、元プロ野球選手
- 4月6日 - 豪栄道豪太郎、大相撲力士
- 4月6日 - 京本有加、タレント・グラビアアイドル
- 4月6日 - cosMo、ミュージシャン
- 4月7日 - 越智貴広、俳優
- 4月8日 - kazami、歌手
- 4月8日 - 沢尻エリカ、元ファッションモデル、元グラビアアイドル、元女優、元歌手
- 4月8日 - 若林宏紀、俳優
- 4月9日 - 森望美、グラビアアイドル・女優
- 4月10日 - 中西健太、元プロ野球選手
- 4月10日 - 桜花、お笑いタレント
- 4月12日 - 山本彩乃、タレント
- 4月13日 - おおつか麗衣、女優
- 4月14日 - 杏、ファッションモデル・女優
- 4月16日 - 小出遥、AV女優
- 4月16日 - 月見栞、グラビアアイドル・女優
- 4月16日 - ロリィタ族。、お笑い芸人
- 4月16日 - 岡崎慎司、サッカー選手
- 4月17日 - 中村明花、ファッションモデル
- 4月17日 - マリー、タレント
- 4月17日 - 白倉キッサダー、野球選手
- 4月18日 - 岩本貴裕、元プロ野球選手
- 4月19日 - 西本泰承、野球選手
- 4月20日 - 竹谷祥、声優
- 4月21日 - 橋本太郎、プロ野球選手
- 4月21日 - 堀井美月、タレント
- 4月23日 - 佐々木もよこ、タレント・女優
- 4月23日 - 吉田恵、女優
- 4月28日 - 佐藤愛子、モデル
- 4月28日 - 野崎弁当、アイドル・俳優
- 4月29日 - 細山田武史、プロ野球選手
- 4月30日 - タイナカサチ、シンガーソングライター

### 5月
- 5月1日 - 黒田祐輔、プロ野球選手
- 5月1日 - 森葉子、テレビ朝日アナウンサー
- 5月1日 - 井納翔一、プロ野球選手
- 5月1日 - 水城恵利、プロ雀士
- 5月2日 - 相川将、自転車選手
- 5月2日 - 内山眞人、俳優
- 5月2日 - リュウジ、料理研究家
- 5月4日 - 藤間あゆ美、タレント
- 5月5日 - 吉原夏紀、タレント
- 5月6日 - 田崎りさ、タレント
- 5月6日 - 津田知宏、サッカー選手
- 5月6日 - 中村涼子、お笑いタレント
- 5月7日 - 宮森セーラ、声優
- 5月8日 - 佐藤聡美、声優
- 5月8日 - 三谷たくみ、歌手
- 5月9日 - 谷口紗耶香、ファッションモデル
- 5月9日 - 朝比奈えり、タレント
- 5月9日 - 白石乃梨、シンガーソングライター
- 5月12日 - 東口順昭、サッカー選手
- 5月13日 - 山下怜美、歌手
- 5月14日 - 岳野竜也、プロ野球選手
- 5月14日 - 新原千恵、野球選手
- 5月14日 - 嶋佐和也、お笑いコンビ（ニューヨーク）
- 5月15日 - 安田奈緒子、声優
- 5月16日 - 貞包紘子、ショートトラックスピードスケート選手
- 5月16日 - 佐藤剛士、プロ野球選手
- 5月16日 - 高松いく、女優
- 5月16日 - 横尾渉、アイドル（Kis-My-Ft2）
- 5月16日 - 久古健太郎、プロ野球選手
- 5月17日 - 神子島みか、レーシングドライバー
- 5月19日 - 村上耕平、俳優
- 5月19日 - 澤部佑、お笑いコンビ（ハライチ）
- 5月20日 - 丸田恭介、騎手
- 5月20日 - 岩森重貴、野球選手
- 5月23日 - 歌原奈緒、タレント
- 5月23日 - 平岡康裕、サッカー選手
- 5月23日 - 大森真理、ミュージカル俳優
- 5月24日 - 木村正太、プロ野球選手
- 5月25日 - 上野樹里、タレント・女優
- 5月25日 - 北条隆博、俳優
- 5月27日 - 赤星貴文、サッカー選手
- 5月27日 - 菜々川唯、グラビアアイドル
- 5月27日 - 古崎瞳、タレント・グラビアアイドル
- 5月29日 - 高島毅、プロ野球選手
- 5月29日 - 大橋雅法、元プロ野球選手
- 5月30日 - 寅人、お笑いタレント
- 5月31日 - 牛田裕子、声優
- 5月31日 - ルミカ、歌手

### 6月
- 6月1日 - 堀あかり、タレント
- 6月1日 - 吉田亜咲、グラビアアイドル
- 6月2日 - 浦えりか（旧：水原鈴花）、タレント・プロレスラー・グラビアアイドル・女優・歌手
- 6月4日 - 西山由樹、バレーボール選手
- 6月5日 - 長谷川潤、ファッションモデル
- 6月5日 - アイクぬわら、お笑いタレント（超新塾）、YouTuber
- 6月6日 - 田澤純一、プロ野球選手
- 6月6日 - 和田直也、作曲家
- 6月6日 - 藤原虹気、元プロ野球選手
- 6月7日 - 高橋勇丞、プロ野球選手
- 6月7日 - 市川卓、プロ野球選手
- 6月9日 - 前田俊介、サッカー選手
- 6月10日 - 藤井貴規、俳優
- 6月10日 - 細貝萌、サッカー選手
- 6月11日 - 藤森由香、プロスノーボード選手
- 6月11日 - 児玉明日美、声優
- 6月11日 - 亜沙美、グラビアアイドル
- 6月12日 - 神尾真由子、ヴァイオリニスト
- 6月12日 - HANAOKA、プロレスラー
- 6月13日 - 前田幸、ラジオパーソナリティ
- 6月13日 - 家長昭博、サッカー選手
- 6月13日 - 本田圭佑、サッカー選手
- 6月14日 - 大久保剛志、サッカー選手
- 6月14日 - 比嘉愛未、女優
- 6月14日 - 中之上靖文、プロレスラー
- 6月15日 - 上田桃子、プロゴルファー
- 6月16日 - 立花麗美、グラビアアイドル
- 6月18日 - 西川周作、サッカー選手
- 6月19日 - 田中翔大、スキージャンプ選手
- 6月19日 - 碧山亘右、大相撲力士
- 6月20日 - 宇賀なつみ、フリーアナウンサー
- 6月20日 - 富田晋伍、サッカー選手
- 6月21日 - 涌井秀章、プロ野球選手
- 6月21日 - 松本寛也、俳優
- 6月21日 - センス爆発女、お笑い芸人
- 6月22日 - 山本拓弥、サッカー選手
- 6月23日 - 尾関美穂、タレント
- 6月23日 - 藤本京太郎、プロボクサー
- 6月24日 - 松本啓二朗、プロ野球選手
- 6月24日 - 佐藤実絵子、シンガーソングライター、元SKE48
- 6月25日 - 松浦亜弥、歌手
- 6月26日 - 丸山紘史、アイドル（名古屋ジャニーズJr.）
- 6月27日 - 大寺祐恵、ファッションモデル
- 6月27日 - 竹内綾乃、歌手・ダンサー（Sister Q）
- 6月27日 - 柚木涼太、漫画家
- 6月28日 - 丸山貴史、プロ野球選手
- 6月28日 - 三森すずこ、声優、μ's
- 6月29日 - 塚田祥雄、騎手
- 6月29日 - 松村未央、フジテレビアナウンサー

### 7月
- 7月3日 - 稀勢の里寛、大相撲力士・第72代横綱
- 7月4日 - あびる優、タレント
- 7月4日 - 上本博紀、プロ野球選手
- 7月4日 - 増田貴久、タレント・歌手（NEWS）
- 7月4日 - 内田好治、プロ野球選手
- 7月6日 - 西村理沙、女優
- 7月7日 - 坪井俊樹、プロ野球選手
- 7月9日 - 持月玲依、声優
- 7月10日 - 石川雄洋、プロ野球選手
- 7月10日 - 山田親太朗、俳優・モデル
- 7月11日 - 東野峻、元プロ野球選手
- 7月14日 - 熊谷ちか、グラビアアイドル
- 7月15日 - 宮原義典、元騎手
- 7月16日 - 諸見里しのぶ、ゴルファー
- 7月16日 - 宇野実彩子、歌手・ダンサー・女優（AAA）
- 7月16日 - 植田健、俳優
- 7月17日 - 柴田講平、プロ野球選手
- 7月18日 - 青山直晃、サッカー選手
- 7月19日 - 内田仁菜、ファッションモデル
- 7月19日 - 神庭美帆、タレント
- 7月21日 - 荒川優、元俳優、元歌手（BACKDRAFT SMITHS）
- 7月21日 - 河合ヒナ、タレント
- 7月22日 - 末永遥、女優
- 7月22日 - 邑野みあ、女優
- 7月23日 - 内田彩、声優、μ's
- 7月23日 - 小松彩夏、女優・ファッションモデル
- 7月24日 - 舞衣子（旧名：MAIKO）、歌手（現MARIA、元ZONE）
- 7月24日 - 塩澤英真、俳優
- 7月24日 - 右代啓祐、陸上選手
- 7月24日 - 酒井菜摘、政治家
- 7月26日 - 小川麻衣子、漫画家
- 7月26日 - 佐藤達也、プロ野球選手
- 7月28日 - 神園さやか、歌手
- 7月28日 - 北磻磨聖也、大相撲力士
- 7月29日 - 日日日、小説家
- 7月29日 - 森福允彦、プロ野球選手
- 7月30日 - 丸木唯、プロ野球選手
- 7月30日 - 安藤絵里菜、タレント
- 7月30日 - 千葉直人、騎手
- 7月31日 - 興梠慎三、サッカー選手
- 7月31日 - 岩井勇気、お笑いコンビ（ハライチ）
- 7月31日 - 須田幸太、プロ野球選手

### 8月
- 8月2日 - 坪井祐樹、アイドル（名古屋ジャニーズJr.）
- 8月2日 - 逢坂良太、声優
- 8月3日 - 槙口みき、声優
- 8月5日 - 米満達弘、元アマチュアレスリング選手・現指導者
- 8月6日 - 藤岡あや、ミュージカル俳優
- 8月6日 - 平塚千瑛、 タレント
- 8月7日 - 五十嵐隼士、元俳優
- 8月7日 - 富樫美鈴、声優
- 8月7日 - 榎田大樹、プロ野球選手
- 8月9日 - 藤原夏姫、タレント
- 8月10日 - 渡邉千真、サッカー選手
- 8月11日 - 福原香織、声優
- 8月13日 - 古原靖久、俳優
- 8月13日 - 山口麻美、サッカー選手
- 8月13日 - 藤崎彩織、SEKAI NO OWARIのキーボーディスト
- 8月14日 - 高橋実恵子、女優
- 8月14日 - 宮川愛、歌手
- 8月15日 - 稲垣実花、女優
- 8月15日 - 穴井さやか、柔道家
- 8月16日 - ダルビッシュ有、メジャーリーガー
- 8月17日 - 田尻浩章、声優
- 8月18日 - 指田郁也、シンガーソングライター
- 8月19日 - 木村沙織、バレーボール選手
- 8月19日 - 瀬長奈津実、レースクイーン
- 8月20日 - 勝地涼、俳優
- 8月20日 - 間下隼人、プロレスラー
- 8月21日 - 梶本達哉、プロ野球選手
- 8月22日 - 北川景子、ファッションモデル、女優、タレント
- 8月22日 - 丸尾みゆき、女優、タレント
- 8月22日 - 安達雅哉、アイドル（関西ジャニーズJr.）
- 8月22日 - 德勝龍誠、大相撲力士
- 8月23日 - 崎本大海、俳優、タレント
- 8月24日 - 麻里、ファッションモデル
- 8月27日 - 金城宰之左、プロ野球選手
- 8月27日 - 白鳥翔、プロ雀士
- 8月29日 - 諫山創、漫画家
- 8月30日 - 佐藤昭大、サッカー選手

### 9月
- 9月1日 - 浅木一華、タレント・モデル
- 9月2日 - 帯広さやか、プロレスラー
- 9月2日 - 今市隆二、歌手、三代目J Soul Brothers
- 9月3日 - 今井沙那恵、アイドル（姉妹音楽ユニット・f-windy）
- 9月3日 - 安部建輝、プロ野球選手
- 9月4日 - 清水由紀、アイドル（美少女クラブ31）
- 9月5日 - 加藤聡、プロ野球選手
- 9月5日 - 井上雄介、プロ野球選手
- 9月7日 - 遠藤友理奈、ファッションモデル
- 9月8日 - 林陵平、サッカー選手
- 9月8日 - 後藤圭太、サッカー選手
- 9月8日 - 大野拓弥、騎手
- 9月9日 - 小澤絵理菜、グラビアアイドル
- 9月10日 - 内博貴、アイドル（ジャニーズJr.）
- 9月10日 - 酒井藍、お笑い芸人（吉本新喜劇座長）
- 9月10日 - 松林菜々見、レースクイーン
- 9月11日 - 佐々木和徳、俳優
- 9月11日 - 中村知世、元女優、元タレント
- 9月11日 - 玉置隆、プロ野球選手
- 9月12日 - 長友佑都、サッカー選手
- 9月13日 - 小林可夢偉、F1ドライバー
- 9月14日 - 高橋愛、アイドル（元モーニング娘。）
- 9月14日 - 髙柳一誠、サッカー選手
- 9月15日 - 豊田奈夕葉、女子サッカー選手
- 9月15日 - 番長みるく、フリーライター
- 9月16日 - 麗菜、ファッションモデル
- 9月17日 - 松岡禎丞、声優
- 9月19日 - 西村朝香（TOMOKA）、女優・歌手・タレント（元ZONE）
- 9月19日 - 美馬学、プロ野球選手
- 9月20日 - 種田恵、競泳選手
- 9月20日 - 土屋修平、プロボクサー
- 9月20日 - フジタ"Jr"ハヤト、プロレスラー
- 9月21日 - 木興拓哉、プロ野球選手
- 9月21日 - 山本和作、プロ野球選手
- 9月21日 - 佐達ちはる、アイドル（hy4 4yh）
- 9月22日 - 美波、女優・ファッションモデル・編集者・映画監督
- 9月22日 - 矢作紗友里、声優
- 9月23日 - 廣田詩夢、声優（ゲーマーズ・ガーディアン・フェアリーズ）
- 9月23日 - 皇風俊司、大相撲力士
- 9月26日 - 小松剛、プロ野球選手
- 9月26日 - 船曳文士、元騎手
- 9月27日 - 下田屋有依、声優
- 9月27日 - 古野正人、プロ野球選手
- 9月28日 - 福井仁美、タレント、モデル、スポーツキャスター
- 9月29日 - 白雪、モデル
- 9月29日 - 有希・マヌエラ・ヤンケ、ヴァイオリニスト
- 9月29日 - 上田まりえ、元日本テレビアナウンサー
- 9月30日 - 岡田めぐみ、元女優
- 9月30日 - 西島隆弘、歌手・俳優・ダンサー（AAA）
- 9月30日 - 紺野ぶるま、お笑いタレント

### 10月
- 10月1日 - 神田沙也加、歌手・女優 (+ 2021年)
- 10月1日 - 佐々木彩、NHKアナウンサー
- 10月1日 - ながせみほ、アイドル
- 10月1日 - 細貝沙羅、フジテレビアナウンサー
- 10月2日 - 坂田遼、プロ野球選手
- 10月2日 - 深澤美和、野球選手
- 10月3日 - 北村友一、騎手
- 10月3日 - 本多真梨子、声優
- 10月3日 - 杉尾拓郎、野球選手
- 10月5日 - 越岡裕貴、ふぉ～ゆ～
- 10月6日 - エンジンコータロー、お笑い芸人
- 10月7日 - MAKO、歌手・声優
- 10月7日 - 国見奈々、AV女優
- 10月8日 - 猪塚健太、俳優
- 10月10日 - 秋山優、タレント
- 10月10日 - 西秋愛菜、女優
- 10月11日 - 竹澤健介、陸上選手
- 10月11日 - 勢翔太、大相撲力士
- 10月13日 - 上野大樹、プロ野球選手
- 10月13日 - 助川まりえ、タレント
- 10月13日 - 中田有紀、読者モデル
- 10月13日 - 雫有希、女子プロレスラー
- 10月13日 - 河本悠、野球選手
- 10月14日 - 福愛美、グラビアアイドル
- 10月14日 - 岩清水梓、女子サッカー選手
- 10月16日 - 真田美香、グラビアアイドル
- 10月16日 - 岩永徹也、薬剤師・ファッションモデル・タレント・俳優
- 10月16日 - 藤川澄十郎、舞踊家
- 10月17日 - 定岡卓摩、プロ野球選手
- 10月17日 - 吉岡興志、プロ野球選手
- 10月20日 - 高橋幸子、タレント
- 10月20日 - 長谷川博一、サッカー選手
- 10月20日 - 山口理恵、声優
- 10月20日 - 松崎祐介、ふぉ～ゆ～
- 10月21日 - 夏陽りんこ、声優
- 10月21日 - 瀬川隼郎、プロ野球選手
- 10月22日 - 海老澤健次、俳優
- 10月22日 - 中井りん、総合格闘家
- 10月22日 - 妙義龍泰成、大相撲力士
- 10月23日 - 後上翔太、歌手、俳優
- 10月24日 - 岡本信彦、声優
- 10月24日 - 伊東りな、レースクイーン
- 10月25日 - 地村俊也、カメラマン
- 10月26日 - 太田エイミー、タレント
- 10月27日 - 矢野沙織、ジャズミュージシャン・アルトサクソフォーン奏者
- 10月28日 - スザンヌ、タレント
- 10月28日 - 原将明、俳優
- 10月28日 - 水口まつり、声優
- 10月28日 - 豊崎愛生、声優
- 10月29日 - 上原理生、ミュージカル俳優
- 10月29日 - 北見綾野、グラビアアイドル
- 10月29日 - Rio、AV女優
- 10月29日 - ONE、漫画家
- 10月29日 - 清本章太、映画監督
- 10月29日 - 倉本一真、総合格闘家
- 10月30日 - 加藤ゆか、競泳選手
- 10月30日 - 相馬圭祐、俳優
- 10月31日 - 江川智晃、プロ野球選手

### 11月
- 11月1日 - 丸山未沙希、声優
- 11月2日 - 東新良和、元ジャニーズJr.
- 11月2日 - 奥ゆり、モデル、タレント
- 11月3日 - 水沢友香、グラビアアイドル
- 11月4日 - 伊原正樹、プロ野球選手
- 11月6日 - 皆瀬まりか、声優
- 11月8日 - 堀雅哉、テレビディレクター、グルメリポーター
- 11月9日 - いしいすぐる、元俳優
- 11月10日 - 星秀和、プロ野球選手
- 11月11日 - さかいかな、声優
- 11月13日 - 戸塚祥太、アイドル（A.B.C-Z）
- 11月13日 - 川崎真央、女優・声優
- 11月13日 - 斉藤佑圭、声優
- 11月13日 - 原田大輔、プロレスラー
- 11月14日 - 片岡安祐美、女子野球選手
- 11月14日 - 森安加代子、女優
- 11月14日 - 江柄子裕樹、プロ野球選手
- 11月15日 - 福田悠太、アイドル（ふぉ～ゆ～）
- 11月15日 - 浅井未来、プロ・ウェークボードライダー
- 11月15日 - 霜月はるか、歌手
- 11月16日 - 枝村匠馬、サッカー選手
- 11月16日 - 高地優名、グラビアアイドル
- 11月16日 - 紗栄子、タレント・女優
- 11月17日 - 亀田興毅、プロボクサー
- 11月17日 - アモーレ橋本、ピン芸人
- 11月18日 - 河本啓佑、声優
- 11月19日 - 鶴田加茂、音楽家・ボカロP（ika_mo）
- 11月19日 - 瑞原明奈、プロ雀士
- 11月21日 - 川島大地、サッカー選手
- 11月21日 - 橋爪遼、俳優
- 11月23日 - 田中みな実、フリーアナウンサー、タレント、女優、元TBSアナウンサー
- 11月24日 - 松本あゆ美、タレント、フリーアナウンサー
- 11月24日 - 田極翼、バレエダンサー
- 11月25日 - 辰巳雄大、アイドル（ふぉ～ゆ～）
- 11月25日 - 中村美香、女優
- 11月25日 - 中村梨香、女優
- 11月26日 - 伊藤かな恵、声優
- 11月26日 - 佐藤悠基、陸上選手
- 11月27日 - 橘未来、グラビアアイドル
- 11月28日 - 鳥羽月子、声優
- 11月28日 - 野田クリスタル、お笑い芸人（マヂカルラブリー）
- 11月29日 - 宮﨑祐樹、プロ野球選手
- 11月29日 - 中村豪、サッカー選手

### 12月
- 12月2日 - 中山旦子、女優
- 12月2日 - 財前貴男、プロ野球選手
- 12月2日 - 流海、元AV女優
- 12月4日 - 西村憲、プロ野球選手
- 12月4日 - 渡辺広大、サッカー選手
- 12月4日 - 菅緑、Oha!4 NEWS LIVE女子大生キャスター
- 12月4日 - 知華、ファッションモデル
- 12月5日 - 星野明日香、タレント
- 12月5日 - 内田敦子、フリーアナウンサー
- 12月6日 - 冨岡真理央、女優
- 12月6日 - 梅本由紀、野球選手
- 12月7日 - 青松敬鎔、プロ野球選手
- 12月8日 - 大出千尋、ファッションモデル
- 12月9日 - 神保貴宏、プロ野球選手
- 12月10日 - 塚田僚一、A.B.C-Z
- 12月11日 - 末吉秀太、俳優、ダンサー、歌手（AAA）
- 12月11日 - 若山愛美、タレント
- 12月12日 - 日高光啓、ヒップホップMC、歌手、ダンサー、俳優（AAA）
- 12月12日 - 紗羅マリー、ファッションモデル
- 12月13日 - 五十嵐裕美、声優
- 12月13日 - 山崎憲晴、プロ野球選手
- 12月15日 - 井上ゆりな、グラビアアイドル
- 12月15日 - さち、お笑いタレント（かぎしっぽ）
- 12月16日 - 柄本佑、俳優
- 12月16日 - DECO*27、音楽家・ボカロP
- 12月16日 - 鳰の湖真二、大相撲力士
- 12月17日 - 加島茜、ミュージカル俳優
- 12月18日 - 魁聖一郎、大相撲力士
- 12月19日 - 石井慧、総合格闘家、キックボクサー、プロボクサー、元柔道選手
- 12月19日 - 斉藤ジュン、プロレスラー、元大相撲力士
- 12月19日 - 斉藤レイ、プロレスラー、元大相撲力士
- 12月22日 - 古賀美智子、グラビアアイドル
- 12月23日 - 壯庭回、クイズ作家
- 12月24日 - 石原さとみ、タレント・女優
- 12月24日 - 小田瑞穂、タレント
- 12月24日 - 中村倫也、俳優
- 12月24日 - 野澤輸出、お笑い芸人（ダイヤモンド）
- 12月24日 - 森理世、2007年度ミス・ユニバース
- 12月25日 - 大成安代、NHKアナウンサー
- 12月25日 - 洲崎綾、声優
- 12月25日 - 吉岡亜衣加、シンガーソングライター
- 12月26日 - 安座間美優、ファッションモデル
- 12月26日 - 奥田亮、プロレスのリングアナウンサー
- 12月27日 - 中島梨紗、野球選手